# Monttea aphylla
Monttea aphylla é uma espécie de planta fanerógama pertencente à família Scrophulariaceae. É originaria da Argentina.

## Taxonomia
O género foi descrito por (Miers) Benth. & Hook.f.  e publicado em Genera plantarum 946. 1876.
Sinonimia

- Oxycladus aphyllus Miers[2]